# Mundialito per club 1983
Il Mundialito per club 1983, noto anche come Coppa Super Clubs 1983, è stata la seconda edizione dell'omonimo torneo internazionale di calcio. Venne disputata allo stadio Giuseppe Meazza in San Siro di Milano dal 24 giugno al 2 luglio 1983, e si concluse con la vittoria della squadra italiana della Juventus.

## Formula
Dopo il successo dell'edizione inaugurale del 1981, che nonostante il carattere amichevole aveva richiamato attorno a sé un nutrito interesse per via del blasone e prestigio delle partecipanti, l'emittente televisiva Canale 5 ripropose la formula del Mundialito per club due anni più tardi. Per la seconda edizione, in programma nell'estate 1983, rimase invariata la sede di gara, lo stadio Giuseppe Meazza di Milano, nonché la formula della manifestazione, ovvero cinque club riuniti in un unico girone all'italiana la cui classifica finale avrebbe determinato il vincitore; decadde invece l'intento di riservare il torneo alle sole società fregiatesi, all'epoca, del successo nella Coppa Intercontinentale.

I giocatori juventini (alcuni con indosso le maglie rossonere degli avversari) festeggiano la vittoria sul Flamengo e il conseguente successo finale nell'edizione

Rispetto all'edizione di esordio, fu rinnovato l'invito a tre squadre già protagoniste due anni prima: le due milanesi, ovvero l'Inter campione uscente (trionfatrice in Intercontinentale nel 1964 e 1965) e il Milan (1969), e gli uruguaiani del Peñarol (1961, 1966 e 1982). A queste si aggiunsero due novità: i brasiliani del Flamengo (1981) e gli italiani della Juventus; quest'ultima fu ugualmente invitata a partecipare al Mundialito, pur se fino a quel momento non si era ancora laureata campione del mondo per club (era stata finalista nel 1973, per la rinuncia dell'Ajax detentore della Coppa dei Campioni).

## Avvenimenti
La Juventus, nonostante fosse reduce da un'annata più impegnativa rispetto alle rivali – sia per via della fatica accumulata dai suoi nazionali nella stagione successiva al campionato del mondo 1982, sia per il raggiungimento delle finali di Coppa dei Campioni (perdente) e Coppa Italia (vincente) –, al termine dei dieci incontri del girone risultò prima in graduatoria: dopo due pareggi con Milan e Peñarol, i bianconeri superarono l'Inter con un gol del giovane Storgato, e nell'ultima risolutiva giornata ebbero la meglio sul Flamengo (cui sarebbe bastato un pari per ottenere il primo posto in classifica) grazie alla rete decisiva di Boniek; la vittoria assegnò ai torinesi il successo nella manifestazione, oltre ai 100 000 dollari del premio finale in palio.
L'undici piemontese si lasciò dietro nel girone proprio il Flamengo e l'altra sudamericana del Peñarol, mentre le due milanesi chiusero la classifica, con gli interisti fanalino di coda. La Juventus mise così in bacheca il trofeo internazionale, nella sua unica partecipazione al Mundialito per club; a completare il trionfo bianconero, il fantasista Platini venne eletto migliore giocatore del torneo. L'attaccante milanista Serena emerse invece quale capocannoniere dell'edizione, con 4 reti.

## Risultati

### Girone all'italiana
| Arbitro: | Menicucci |

|          |           |                             |
| Juary 9’ | Marcatori | 26’ Robertinho 59’ Baltazar |

| Milano 24 giugno 1983 1ª giornata - Partita B       | Milan     | 0 – 1             | Peñarol | Stadio Giuseppe Meazza |
| \| \| \| \| \| \| Marcatori \| 43’ (rig.) Morena \| |           |                   |         |                        |
|                                                     |           |                   |         |                        |
|                                                     | Marcatori | 43’ (rig.) Morena |         |                        |

| Arbitro: | Benedetti |

|                       |           |                       |
| Cuoghi 49’ Serena 68’ | Marcatori | 39’ Platini 87’ Rossi |

| Arbitro: | Longhi |

|             |           |                             |
| Bergomi 16’ | Marcatori | 31’ (rig.) Morena 74’ Silva |

| Milano 28 giugno 1983 3ª giornata - Partita A | Juventus | 0 – 0 referto | Peñarol | Stadio Giuseppe Meazza\| Arbitro: \| Menegali \| |
| Arbitro:                                      | Menegali |               |         |                                                  |

| Milano 28 giugno 1983 3ª giornata - Partita B            | Milan     | 1 – 1       | Flamengo | Stadio Giuseppe Meazza |
| \| \| \| \| \| Serena 34’ \| Marcatori \| 79’ Marinho \| |           |             |          |                        |
|                                                          |           |             |          |                        |
| Serena 34’                                               | Marcatori | 79’ Marinho |          |                        |

| Arbitro: | Mattei |

|                         |           |  |
| Júnior 21’ Baltazar 75’ | Marcatori |  |

| Milano 30 giugno 1983 4ª giornata - Partita B  | Inter     | 0 – 1        | Juventus | Stadio Giuseppe Meazza |
| \| \| \| \| \| \| Marcatori \| 27’ Storgato \| |           |              |          |                        |
|                                                |           |              |          |                        |
|                                                | Marcatori | 27’ Storgato |          |                        |

| Arbitro: | Barbaresco |

|                           |           |            |
| Peu 12’ (aut.) Boniek 62’ | Marcatori | 18’ Adílio |

| Milano 2 luglio 1983 5ª giornata - Partita B                    | Milan     | 2 – 1 referto | Inter | Stadio Giuseppe Meazza |
| \| \| \| \| \| Serena 37’, 63’ \| Marcatori \| 59’ Altobelli \| |           |               |       |                        |
|                                                                 |           |               |       |                        |
| Serena 37’, 63’                                                 | Marcatori | 59’ Altobelli |       |                        |

### Classifica
| Pos. | Squadra  | Pt | G | V | N | P | GF | GS | DR |
| ---- | -------- | -- | - | - | - | - | -- | -- | -- |
| 1.   | Juventus | 6  | 4 | 2 | 2 | 0 | 5  | 3  | +2 |
| 2.   | Flamengo | 5  | 4 | 2 | 1 | 1 | 6  | 4  | +2 |
| 3.   | Peñarol  | 5  | 4 | 2 | 1 | 1 | 3  | 3  | 0  |
| 4.   | Milan    | 4  | 4 | 1 | 2 | 1 | 5  | 5  | 0  |
| 5.   | Inter    | 0  | 4 | 0 | 0 | 4 | 3  | 7  | -4 |

### Classifica marcatori
| Gol | Rigori |  | Giocatore            | Squadra  |
| --- | ------ |  | -------------------- | -------- |
| 4   |        |  | Aldo Serena          | Milan    |
| 2   |        |  | Baltazar             | Flamengo |
| 2   | 2      |  | Fernando Morena      | Peñarol  |
| 1   |        |  | Adílio               | Flamengo |
| 1   |        |  | Júnior               | Flamengo |
| 1   |        |  | Marinho              | Flamengo |
| 1   |        |  | Robertinho           | Flamengo |
| 1   |        |  | Alessandro Altobelli | Inter    |
| 1   |        |  | Giuseppe Bergomi     | Inter    |
| 1   |        |  | Juary                | Inter    |
| 1   |        |  | Zbigniew Boniek      | Juventus |
| 1   |        |  | Michel Platini       | Juventus |
| 1   |        |  | Paolo Rossi          | Juventus |
| 1   |        |  | Massimo Storgato     | Juventus |
| 1   |        |  | Stefano Cuoghi       | Milan    |
| 1   |        |  | Silva                | Peñarol  |

Autoreti
- Peu (1 pro  Juventus)